# 케이스티파이
케이스타그램 리미티드(Casetagram Limited), 통상명 케이스티파이(Casetify)는 홍콩의 휴대전화 액세서리 및 기타 전자기기 액세서리를 생산하는 회사다. 웨슬리 응(Wesley Ng)과 로날드 융(Ronald Yeung)에 의해 2011년 설립되었다. 인스타그램 사진을 사용하여 맞춤형 휴대폰 케이스를 처음 선보였다. 나중에 다른 디자인으로 액세서리를 판매하기 위해 확장되었다. 2,500만 개 이상의 휴대폰 케이스를 판매했다.
홍콩에 본사를 두고 있으며 로스앤젤레스에 사무실을 두고 있다.

## 역사
초기 제품은 구매자의 인스타그램 사진을 이용하여 만든 맞춤형 휴대폰 케이스였다. 사용자는 인스타그램의 이미지를 사용자 지정 콜라주 또는 단일 이미지 케이스를 만들 수 있는 인터페이스에 업로드할 수 있었다. 사용자는 이제 인스타그램과 페이스북의 사진을 사용하거나, 사진을 직접 업로드하고 사용자 지정 텍스트를 추가하여 사용자 지정 사례를 만들 수 있다. 또한 기술 액세서리와 같은 추가 제품을 생산한다.
미국,홍콩에 전통적인 회사가 있으며, 한국과 일본의 랜드마크 몰 단지에 있는 플래그십 스토어, 태국과 방콕에 있는 팝업 스토어가 있다.

### 파트너십 및 협업
케이스티파이는 갤러리, 박물관 및 아티스트와 함께 작업한다. 루브르 박물관 컬렉션에는 레오나르도 다빈치, 외젠 들라크루아의 작품과 밀로의 비너스와 같은 고대 작품들이 전시되어 있다. 메트로폴리탄 미술관은 케이스티파이와 제휴하여 빈센트 반 고흐, 드가, 모네의 예술을 담은 라이선스 제품을 제작했다. 또한 데이비드 슈리글리(David Shrigley)와 구사마 야요이와 같은 개인 예술가들과 협력하여 그들의 작품을 특징으로 하는 컬렉션을 제작했다.
케이스티파이는 또한 100개 이상의 브랜드와 협력을 했다.DHL,블랑 & 에클레어(Blanc & Eclare), 포켓몬, 픽사, 루카스필름, 베트멍, 케이팝 아이돌 그륩인 방탄소년단과 블랙핑크 등과의 제품 컬렉션이 있으며, 코카콜라, 오레오, 베지마이트와 같은 식음료 브랜드와 함께, NBA, MLB 그리고 AFL과 같은 스포츠 회사들과의 협력 또한 이루어졌다. 컬렉션에는 일반적으로 갤럭시, 아이폰, 픽셀 핸드폰 케이스가 포함되지만, 애플워치와 같은 시계 스트랩 및 에어팟, 버즈와 같은 이어버드 케이스 등의 다른 품목은 특정 공동 작업에 포함된다.

### 표절 의혹 및 소송
2023년 11월 23일, 온라인에서 "JerryRigEverything"으로 알려진 유튜버 잭 넬슨(Zack Nelson)은 자신과 사설 제조업체 "dbrand"가 "Teardown" 제품 라인과 관련된 제품 디자인을 표절했다는 이유로 케이스티파이를 상대로 수백만 달러의 연방 소송을 제기했다고 발표한 비디오를 업로드했다. 해당 비디오에서 케이스티파이는 "dbrand"와 "JerryRigEverything"의 여러 독점 디자인을 복사하거나 수정했다고 밝혔다. 넬슨은 케이스티파이 제품에 포함된 "dbrand" 디자인에 포함된 수많은 이스터에그를 공유했을 뿐만 아니라 케이스티파이의 디자인이 "dbrand"의 직접 복제품이라는 것을 입증했다. 유튜브 영상이 공개된 지 한 시간도 채 지나지 않아, 케이스티파이 웹사이트는 다운타임을 겪었고, 복원과 동시에 비디오에 등장한 제품은 더 이상 사용할 수 없었다.이후 케이스티파이는 이와 같은 의혹에 대해 조사 중이라는 입장문을 내고 다운타임의 원인이 디도스 공격이라고 언급했다.
다음 날, 케이스티파이는 아이픽스잇(iFixit)의 디자인에서 아이폰 X의 엑스레이 이미지를 무단 도용해, "엑스레이 케이스" 제품 라인에 사용한 혐의로 기소되었다.